# Bajak II
Bajak II is een bestuurslaag in het regentschap Bengkulu Tengah van de provincie Bengkulu, Indonesië. Bajak II telt 778 inwoners (volkstelling 2010).